# Eugen
Eugen  ist ein männlicher Vorname. 

## Herkunft und Bedeutung
Der Name Eugen geht zurück auf den griechischen Namen Eugénios (Εὐγένιος), der abgeleitet ist aus εὖ eũ ‚gut‘ und γίγνομαι gígnomai ‚werden‘, ‚entstehen‘) und bedeutet damit (altgriechisch εὐγενής eugenēs „der gut Gewordene“, „Wohlgeborene“, „Edelgeborene“. 

## Varianten
| männlich - aramäisch: Augin - belarussisch: Jaugen (Яўген) - deutsch: Eugen - englisch: Eugene (Kurzform: Gene) - französisch: Eugène - griechisch: Eugénios (Εὐγένιος) - italienisch: Eugenio - hebräisch יבגני - lateinisch Eugenius | 0 - polnisch: Eugeniusz, Koseform Gienek - russisch: Jewgeni (Евгений), Evgeny (nach der internationalen englischen Transkription), Koseform Schenja, Schenka (Женя, Женька) - schweizerisch: Geni (Kurzform) - spanisch: Eugenio - ukrainisch: Jewhen (Євген) - ungarisch: Jenő (Diminutiv: Jenci) | 0 | weiblich - deutsch: Eugenia, Eugenie - französisch: Eugénie, Eugénette (selten) - griechisch: Ewjenia/Evgenia (Ευγενια) - italienisch/lateinisch/spanisch: Eugenia - russisch: Jewgenija oder Jewgenia (Евгения), übliche Kurzform Schenja (Женя) |

## Namenstag
Der Namenstag für Eugen ist der 2. Juni, Gedenktag des heiligen Papstes Eugen, oder der 15. November, Gedenktag des heiligen Eugenius  I. von Toledo.

## Namensträger

### Einname Eugen / Eugenius

#### Päpste
- Eugen I. (654–657)
- Eugen II. (824–827)
- Eugen III. (1145–1153)
- Eugen IV. (1431–1447)

#### Erzbischöfe von Toledo
- Eugenius I. von Toledo († um 250)
- Eugenius II. von Toledo († 647)
- Eugenius III. von Toledo († 13. November 657)

#### Patriarchen von Konstantinopel
- Eugenius I (237–242)
- Eugenius II. (1821–1822)

### Vornamen

#### Eugen
- Eugen Altschul (1887–1959), deutscher Ökonom
- Eugen Andergassen (1907–1987), österreichischer Schriftsteller
- Eugen Angelescu (1896–1968), rumänischer Chemiker
- Eugen Askenasy (1845–1903), deutscher Biologe
- Eugen Benz (1873–1958), deutscher Industrieller, Funktionär und Automobilrennfahrer
- Eugen Biser (1918–2014), deutscher katholischer Priester, Fundamentaltheologe und Religionsphilosoph
- Eugen Bjørnstad (1909–1992), norwegischer Automobilrennfahrer
- Eugen Böhringer (1922–2013), deutscher Automobilrennfahrer
- Eugen Bolz (1881–1945), württembergischer Staatspräsident und Opfer des NS-Regimes
- Eugen Bracht (1842–1921), deutscher Maler
- Eugen Berthold Friedrich Brecht (1898–1956), deutscher Dramatiker und Lyriker
- Eugen Cicero (1940–1997), klassisch ausgebildeter Jazz-Pianist
- Eugen Drewermann (* 1940), deutscher Theologe, Psychologe und Schriftsteller
- Eugen Ehrlich (1862–1922), österreichischer Rechtssoziologe
- Eugen Ewig (1913–2006), deutscher Historiker
- Eugen Frey (Bildhauer) (1885–nach 1943), deutscher Bildhauer
- Eugen Frey (Fußballspieler) (1913–1998), deutscher Fußballspieler
- Eugen Fürstenberger (1880–1975), deutscher Kunstturner
- Eugen Gerstenmaier (1906–1986), deutscher evangelischer Theologe und Politiker
- Eugen Guglia (1857–1919), österreichischer Historiker, Journalist und Schriftsteller
- Eugen Ottowitsch Gunst (1877–1950), russischer Komponist
- Eugen Gutmann (1840–1925), Gründer der Dresdner Bank
- Eugen Helmlé (1927–2000), deutscher Schriftsteller und Übersetzer
- Eugen Herrigel (1884–1955), Philosoph
- Eugen Jochum (1902–1987), deutscher Dirigent
- Eugen Kägi (1928–2025), Schweizer Unternehmer und Politiker
- Eugen Kaiser (1879–1945), deutscher Politiker und Opfer des NS-Regimes
- Eugen Keidel (1909–1991), deutscher Kommunalbeamter,  1962–1982 Oberbürgermeister von Freiburg im Breisgau (SPD)
- Eugen Langen (1833–1895), deutscher Ingenieur, Unternehmer und Erfinder
- Eugen Lenz (1916–2004), Schweizer Grafiker, Typograf und Maler
- Eugen Linz (1889–1954), deutsch-ungarischer Dramatiker
- Eugen Loderer (1920–1995), deutscher Gewerkschafter
- Eugen von Mazenod (1782–1861), Heiliger der katholischen Kirche
- Eugen Meier (Fussballspieler) (1930–2002), Schweizer Fußballspieler
- Eugen Meier (Komponist) (* 1934), Schweizer Komponist und Kapellmeister
- Eugen A. Meier (1933–2004), Schweizer Politiker, Sportfunktionär und Autor
- Eugen Merkle (Lebensdaten unbekannt), deutscher Fußballspieler
- Eugen Michel (1873–1946), deutscher Architekt, Raumakustiker und Hochschullehrer
- Eugen Mühlberger (1902–1944), deutscher Gewichtheber, Europameister
- Eugen Münch (* 1945), deutscher Unternehmer, Klinikgründer
- Eugen Neufeld (1882–1950), österreichischer Schauspieler
- Eugen von Österreich (1863–1954), Erzherzog, Hochmeister des Deutschen Ordens
- Eugen Philippovich von Philippsberg (1858–1917), österreichischer Nationalökonom und Universitätsprofessor
- Eugen Richter (1838–1906), deutscher Politiker und Publizist in der Zeit des Deutschen Kaiserreichs
- Eugen Rittweger de Moor (1921–1984), belgischer Diplomat
- Eugen Roth (Dichter) (1895–1976), deutscher Lyriker und Dichter
- Eugen Roth (Künstler) (1925–2011), deutscher Bildhauer und Maler
- Eugen Roth (Politiker) (* 1957), deutscher Politiker (SPD)
- Eugen Sandow (1867–1925), deutscher Kraftsportler und Bodybuilding-Pionier
- Eugen Sänger (1905–1964), österreichischer Ingenieur und Pionier auf dem Gebiet der Luft- und Raumfahrt
- Eugen von Savoyen (1663–1736), österreichischer Feldherr (Prinz Eugen)
- Eugen Seiterich (1903–1958), deutscher römisch-katholischer Geistlicher, 1954 bis 1958 Erzbischof von Freiburg im Breisgau
- Eugen Sommer (1876–1961), deutscher Politiker (CDU)
- Eugen Steinach (1861–1944), österreichischer Physiologe, Pionier der Sexualforschung
- Eugen von Steinmann (1839–1899), deutscher Jurist, preußischer Landrat
- Eugen Steinmann (1873–1955), Schweizer Unternehmer
- Eugen Ulmer (Verleger) (1837–1917), deutscher Verleger und Buchhändler
- Eugen Ulmer (Jurist) (1903–1988), deutscher Rechtswissenschaftler
- Eugen Alexander von Thurn und Taxis (1652–1714), erster Fürst von Thurn und Taxis
- Eugen Walter (1906–1999), deutscher römisch-katholischer Geistlicher, Pfarrer und Theologe
- Eugen Wolff (Politiker) (1859–1926), deutscher Rittergutsbesitzer, Verwaltungsbeamter und Politiker
- Eugen Wolff (Literaturwissenschaftler) (1863–1929), deutscher Literaturwissenschaftler
- Eugen Wolff (Musiker) (1901–1961), deutscher Orchesterleiter

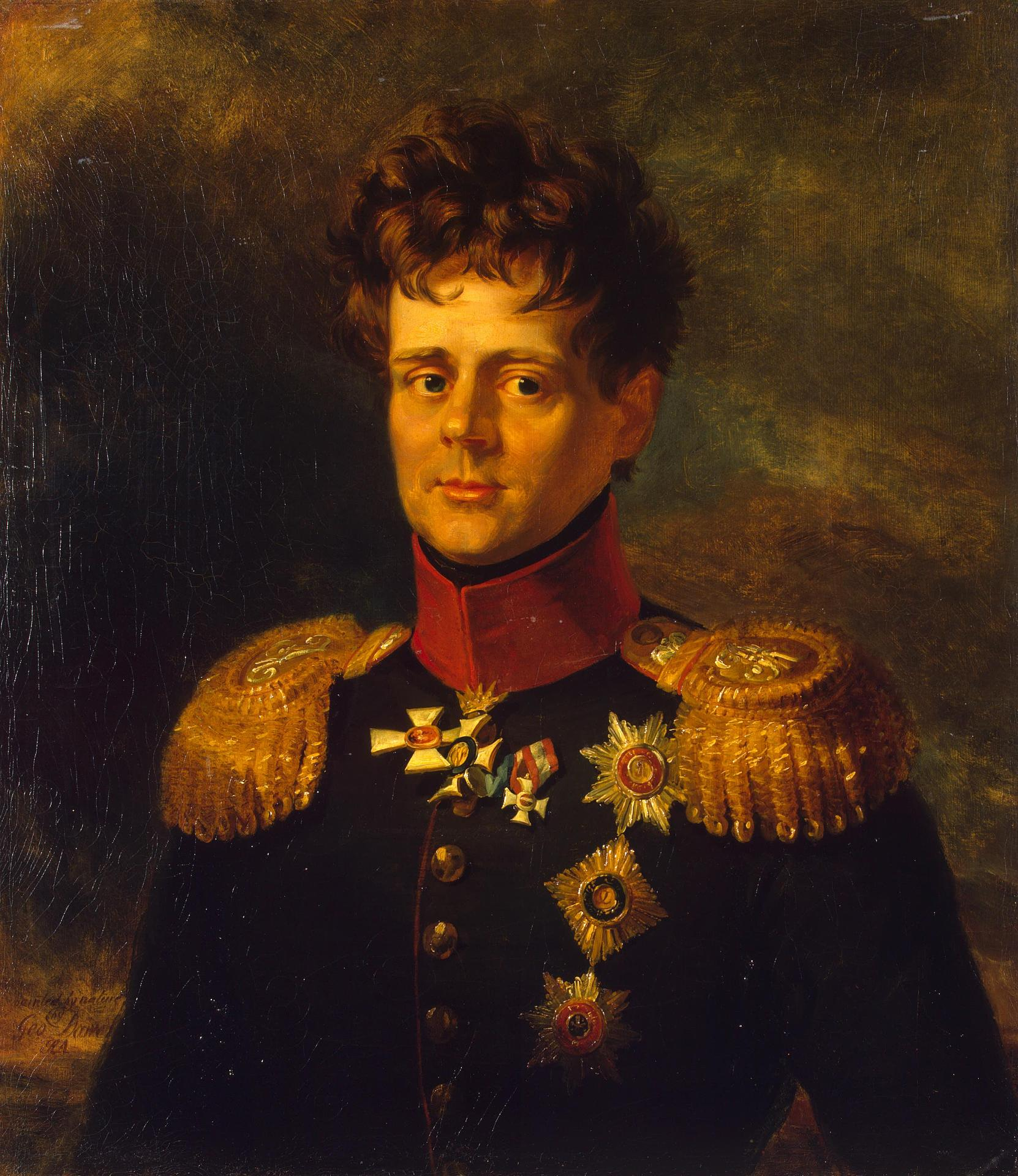
Eugen von Württemberg (1788–1857); Gemälde von George Dawe

- Eugen Friedrich Heinrich von Württemberg (1758–1822), Herzog von Württemberg
- Eugen Friedrich Karl Paul Ludwig von Württemberg (1788–1857), russischer General in den napoleonischen Kriegen
- Eugen York (1912–1991), deutscher Regisseur und Drehbuchautor

#### Evgeny
- Evgeny Agrest (* 1966), schwedischer Schachspieler
- Evgeny Morozov (* 1984), belarussischer Publizist
- Evgeny Postny (* 1981), israelischer Schachmeister
- Evgeny Stalev (* 1979), russischer Poolbillardspieler
- Evgeny Vinokurov (* 1990), russischer Tänzer
- Evgeny Vorontsov (* 1986), russisch-deutscher Handballspieler

#### Evgeni / Evgenij
- Evgeni Krasnopolski (* 1988), israelischer Eiskunstläufer
- Evgeni Orkin (* 1977), ukrainischer Komponist, Klarinettist, Saxophonist, Dirigent und Autor
- Evgeni Pevnov (* 1989), deutscher Handballspieler russischer Herkunft
- Evgenij Voznyuk (* 1984), ukrainischer Tänzer und Tanzlehrer

### Familienname
- Christoph Eugen (* 1976), österreichischer Nordischer Kombinierer
- Freddy Eugen (1941–2018), dänischer Radrennfahrer